# 188BET
188BETは2006年に設立された国際的なオンラインブックメーカーである。188BETはキューブ株式会社により所有され、ライセンスはマン島により認可を受けている。188BETは顧客に対して様々なスポーツやイベントなどのベッティングサービスを提供している。188BETが提供している主なプロダクトは、スポーツブック、オンラインカジノ、競馬、キノ、ポーカー、ファイナンシャルなどがあり、現在は、ヨーロッパだけではなくアジアにまでマーケットシェアを拡大している。ウェブサイトの表示は日本語でも対応しており、その他のアジア圏の言語などでも表示が可能となっている。 プレミアリーグの老舗のフットボールチームのリバプールやイギリスの格闘技KICK-THAI、また国際的に行われているチャンピオン・オブ・チャンピオンズ、Yonex全英オープンバドミントンなどの大会ともパートナーシップを結んでいる。

## スポンサーシップ
188BETはリーボックに代わって2009年～2010年のシーズンからボルトン・ワンダラーズFCの主要なスポンサーをしている。188BETは、イギリス北部のプレミアシップチームニューカッスル・ファルコンズのメインスポンサーもしている。
188BETは2009年～2011年の間、ウィガン・アスレティックFCのスポンサーもしていた。その後はライバルのベッティング会社12BETが2011年～2012年のウィガンのスポンサーを引き継いだ。
ボルトンとウィガンの両方のスポンサーをしている時、188BETはバークレー・プレミアリーグの同シーズンで2つのフットボールクラブのスポンサーを務めた初めての会社として紹介された。しかし、2000年～2002年の間にニューカッスル・ユナイテッドFCとアストン・ヴィラFCの両チームがNTLによってスポンサーされていたので、実際にはこの企業が初めてプレミアリーグの2つのクラブを同時にスポンサーしていたことになる。そのような出来事が次に起きたのが2010年～2011年のシーズンで、FxProがアストン・ヴィラとフラムFCをスポンサーしていた時になる。
188BETはアストン・ヴィラの他にもプレミアリーグにあるチェルシーFC、リヴァプールFC、マンチェスター・シティFCなどのパートナーもしていた。

## 論争
2009年10月、プレミアリーグの代表がアカデミーのフットボール試合のライブベッティングを提供している事に対して188BETとSBOBETを批判した。それは子供や青年のアクティビティーが国際ギャンブル組合による影響を受けない方が良いというものであった。両ブックメーカーはその後のアカデミーの試合に対するベッティングを中止し、プレミアリーグと国際プロサッカー選手会から彼らがフットボール・マーケットを提供することの許可について明確にする意向が表明した。

## 188BETのオンライン麻雀
188BETは2018年よりオンライン麻雀のサービスを開始しており、半荘・東風のほか四人麻雀・三人麻雀などルールを選べるようになっている。レートも複数あるが、配当金の計算方法が独特で、各プレイヤーの賭け金が点数に応じて配分されるほか順位ウマが加算される。
麻雀の基本ルールは喰いタン・後付けあり、赤ドラありなど一般的なものと同じで、13翻以上の数え役満も採用されている。

## 参照
- Online gambling